# Skanzen

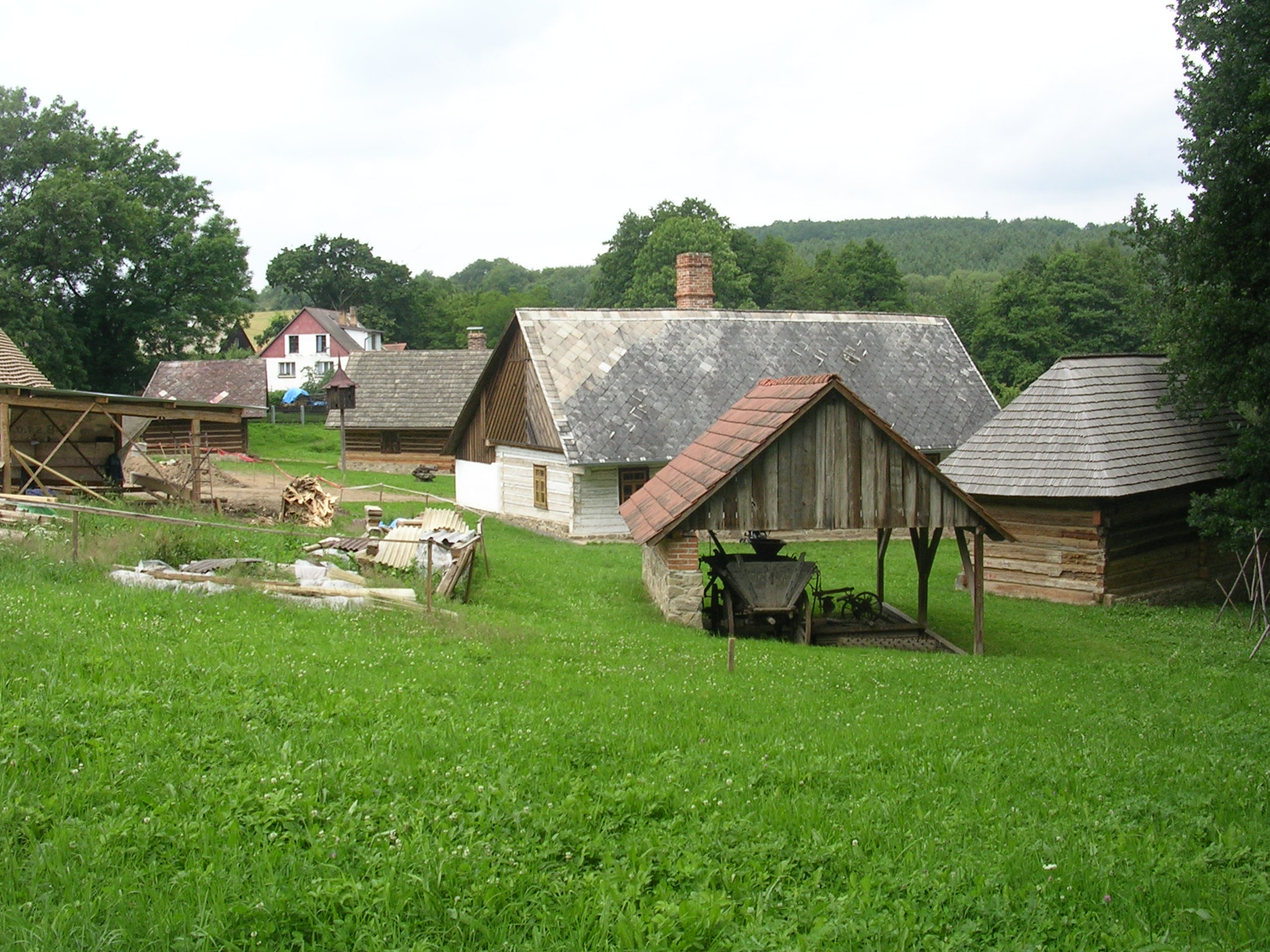
Skanzen Vysoký Chlumec

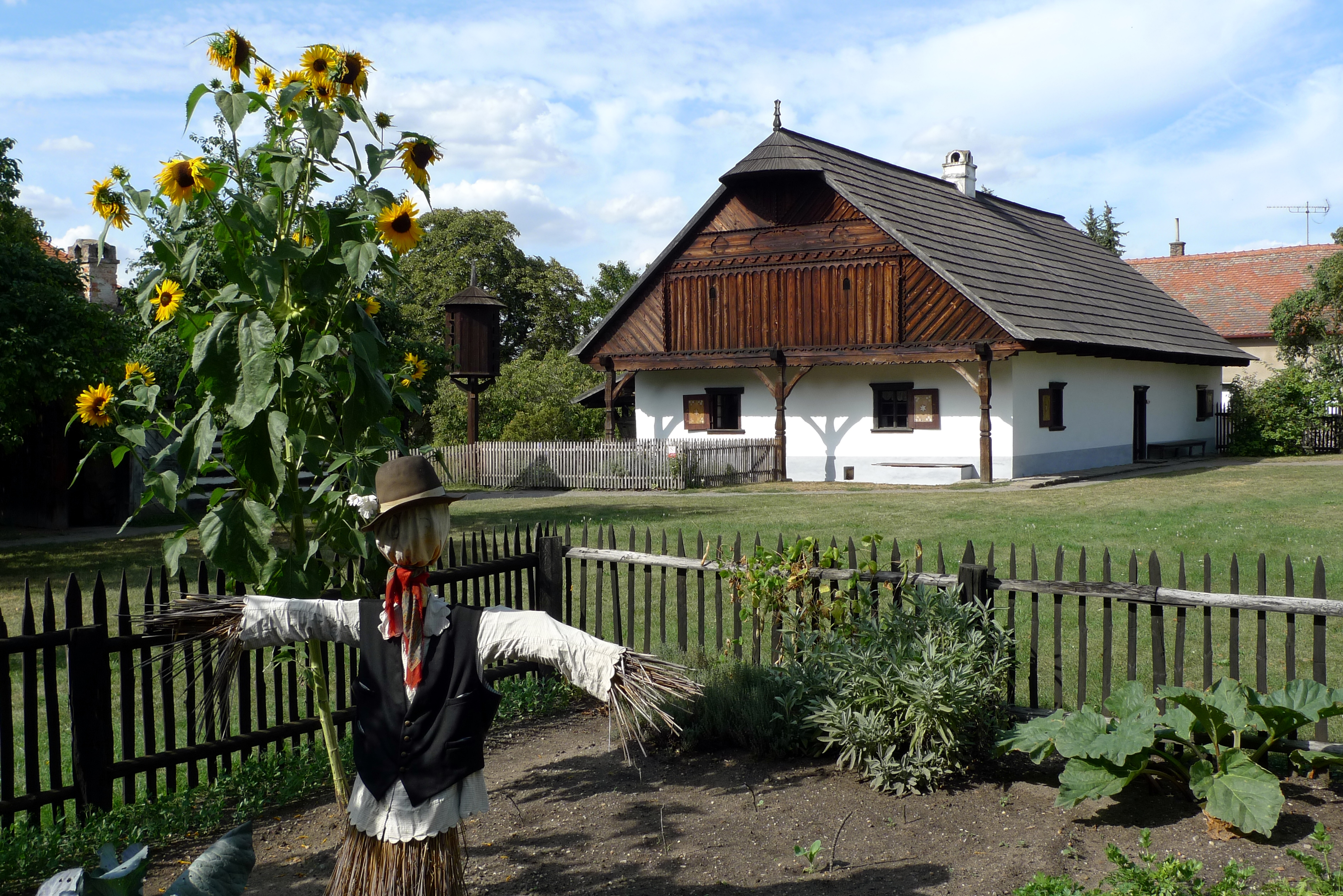
Staročeská chalupa ve skanzenu v Přerově nad Labem

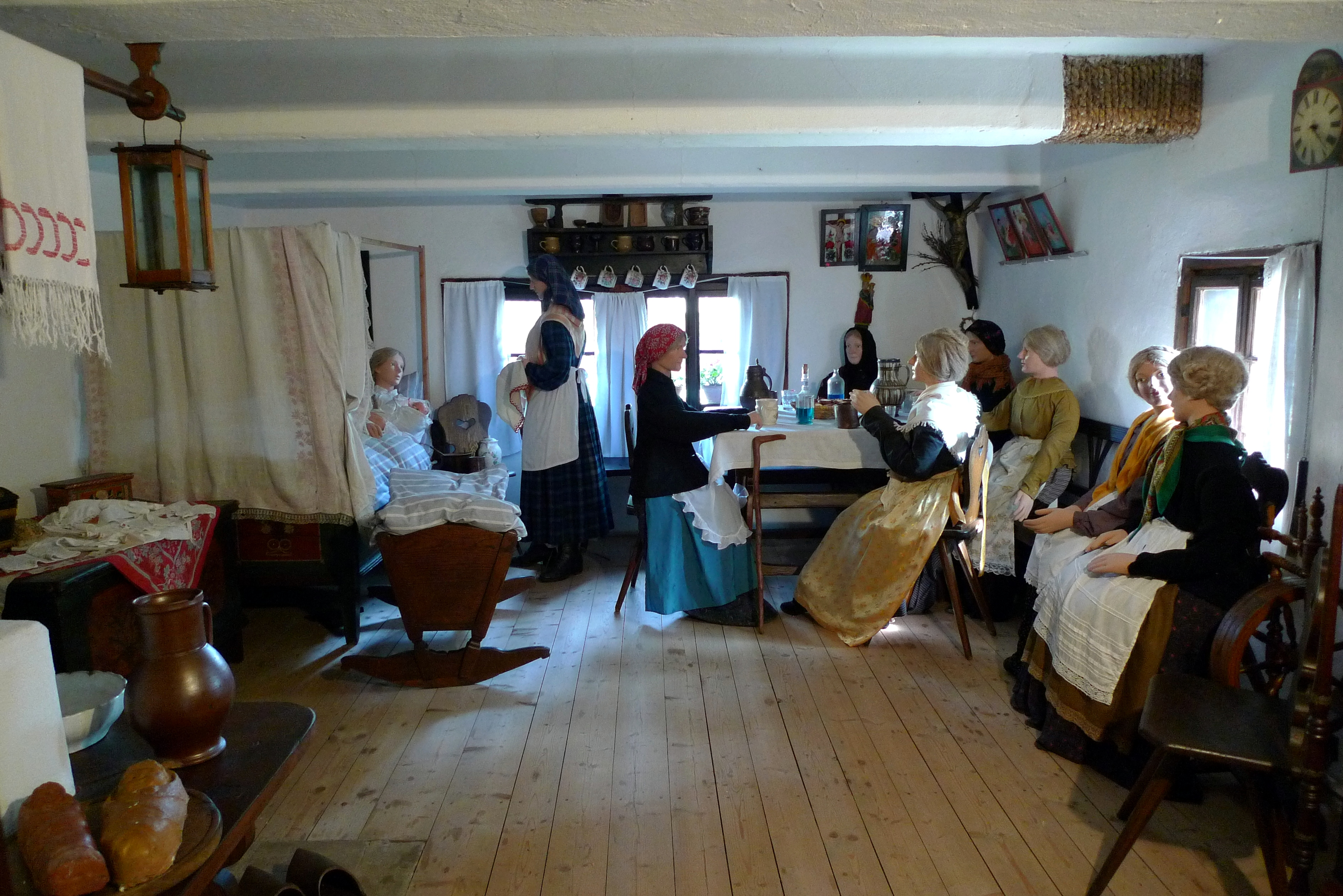
Interiér chalupy ve skanzenu v Přerově nad Labem

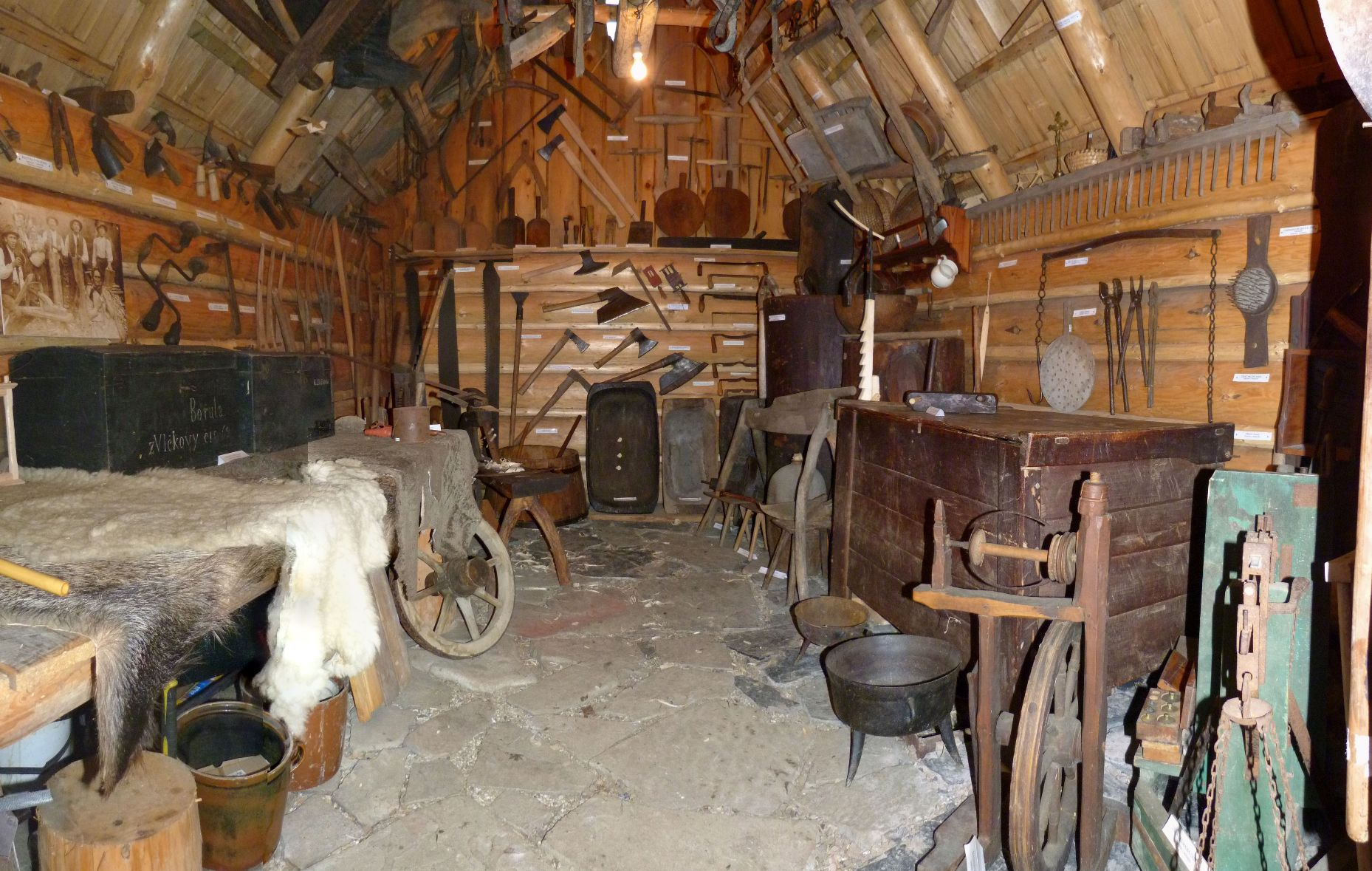
Interiér koliby se sbírkami v Muzeu dřevěného porculánu v Držkové

Muzeum v přírodě (anglicky Open-air museum), někdy též ztotožňované s pojmem skanzen, je specializovaná národopisná, vojenská, technická, archeologická či jiná muzejní expozice, nacházející se pod širým nebem. Podle definice Jiřího Langera je skanzen vědecká instituce, která odbornou formou interpretuje a uchovává lidovou kulturu formou specializované muzejní expozice ve volné přírodě. Má v sobě zahrnovat prostorové, časové, sociální, kulturní a přírodní souvislosti a podávat komplexní obraz lidové kultury.[zdroj?]
Označení skanzen pochází z vlastního jména muzea lidových staveb a zoo Skansen ve Stockholmu, nejstaršího muzea v přírodě na světě, založeného již roku 1891. Samo slovo „skanzen“ je vlastně místní název a ve švédštině znamená „hradby“. Největší podíl na vzniku tohoto muzea měl švédský učitel a folklorista Artur Hazelius, který původně sbíral předměty pro Švédské národopisné muzeum (dnes Nordiska museet). V češtině se toto označení sice už značně vžilo, ale správnější je podobné instituce označovat jako Muzeum v přírodě.[zdroj?]
Výrazným znakem skanzenu je, že jde o živé muzeum, tedy nikoli jen o vitrínky a exponáty, ale i o ukázku aktivní činnosti, např. venkovská kovárna bude mít kováře tam pracujícího apod.
Slovem skanzen se někdy také označují soubory průmyslových či vojenských staveb (technický skanzen) nebo rekonstrukce archeologických nálezů (archeologický skanzen). I zde jsou často k dispozici ukázky fungování předváděných exponátů.
Nejstarší české národopisné muzeum bylo založeno arcivévodou Ludvíkem Salvátorem Toskánským okolo roku 1900 v Přerově nad Labem. Nejznámějším a největším skanzenem v Česku je Valašské muzeum v přírodě v Rožnově pod Radhoštěm, které v roce 1925 založili bratři Alois a Bohumír Jaroňkové.

## Impulzy pro vznik muzeí v přírodě
Vznik tohoto typu specializovaných muzeí souvisí s pořádáním světových výstav. Vznik muzeí v přírodě na českém území podnítila také Jubilejní výstava pořádaná v roce 1891, kde byl prezentován projekt lidového stavitelství s názvem Česká vesnice. Tento projekt bohužel spíše preferoval estetickou hodnotu před odbornou, a proto byly vybrány především honosné stavby z bohatých oblastí. Velkým přínosem této výstavy byla velká motivace k ochraně lidové architektury. Po skončení celé výstavy chtěli organizátoři projekt české vesnice zachovat jako muzeum v přírodě, to se bohužel nezdařilo a v roce 1899 byla většina staveb nakažena dřevomorkou domácí a prodána jako palivové dříví.
Další velký impuls při vzniku muzeí v přírodě byla i Národopisná výstava českoslovanská v Praze v roce 1895. Do přípravy této výstavy se zapojily všechny regiony, ty posílaly příspěvky ve formě sbírkových předmětů, které byly vystaveny na výstavě. Srdcem výstavy byla výstavní dědina, dále velkým tahákem byla výstava krojů, zvykoslovná výstava a prezentace jednotlivých krajů. Po skončení výstavy byly některé předměty uloženy v Národním muzeu a jiné poslány zpět do krajů, kde mnohdy založily v daném muzeu vlastní expozici.

## Typy muzeí v přírodě
Z hlediska teritoriálního se dají muzea v přírodě rozdělit na 3 typy – celonárodní, regionální, lokální.
- Celonárodní – V jednom muzeu jsou prezentovány stavby všech regionů. U tohoto typu muzeí je velmi složitá koncepce, protože musí být zachováno prostředí, ze kterého stavby pocházejí. V Česku takovéto muzeum nevzniklo.
- Regionální – Muzeum zpracovává celý region, např. Polabské národopisné muzeum v Přerově nad Labem, Muzeum v přírodě Vysočina.
- Lokální – Muzeum se specializuje jen na jeden objekt v určité lokalitě, např. Dlaskův statek v Dolánkách u Turnova, nebo Muzeum dřevěného porculánu v Držkové.

Z hlediska prezentovaného tématu je možné muzea v přírodě dělit na:
- prezentace lidové kultury – Muzeum lidových staveb v Kouřimi, Národopisné muzeum Slánska v Třebízi
- prezentace řemesla, technického pokroku či průmyslového odvětví – Výtopna Jaroměř, Hornické muzeum Příbram, Vodní mlýn ve Slupi
- prezentace archeologických průzkumů a nálezů – archeoparky (Archeoskanzen Modrá, Archeopark Všestary)
- prezentace vojenské historii či techniky – Areál československého opevnění Šatov, pevnost Dobrošov
- prezentace života významné osobnosti – rodný dům (Rodný dům Aloise Jiráska v Hronově, Rodný dům Antonína Dvořáka v Nelahozevsi)

### Koncepce
Muzea v přírodě mohou mít dvě různé koncepce o péči a budování muzea v přírodě.
- Památkářská koncepce se specializuje na ochranu památek na původním místě.
- Muzejnická nebo záchranářská koncepce provádí přesuny staveb za předpokladu, že se stavba na původním místě nemůže zachovat.

## Typy objektů v muzeích v přírodě
- Originál je transportovaná budova z původního místa na místo příhodnější, musí být zachovány základní konstrukční prvky. Pokud je nově nahrazeno více než 50 % stavby, jedná se již o kopii.
- Kopie je stavba vytvořená na základě dostatečné dokumentace. Může být buď částečná nebo úplná. Částečná kopie má vyměněny jen dílčí stavební prvky, které již není možné v originále využít. Oproti tomu úplná kopie je zcela nově postavený objekt za dodržení tradičních technologií.
- Rekonstrukce je jakýsi typ kopie, která nemá existující předlohu. Ta se v terénu buď již nevyskytuje nebo se ani nikdy nevyskytovala a jedná se o zcela nový návrh podle původních architektonických prvků.

V muzeích v přírodě se velmi často kopie a rekonstrukce staveb používají i jako provozní budovy, které se tímto využitím neznehodnocují a zapadají do celkového vzhledu muzea.

## Muzea v přírodě v Česku
- Národní muzeum v přírodě

### Národopisná muzea v přírodě v České republice
- Muzeum lidových staveb v Kouřimi
- Hanácké muzeum v přírodě
- Muzeum v přírodě Vysočina
- Muzeum v přírodě Zubrnice
- Muzeum vesnice jihovýchodní Moravy Strážnice
- Muzeum vesnických staveb Vysoký Chlumec
- Národopisné muzeum Slánska Třebíz
- Polabské národopisné muzeum Přerov nad Labem
- Skanzen Chanovice
- Soubor lidových staveb východní Hané Rymice (Mimokroměřížské muzejní objekty Muzea Kroměřížska)
- Soukromé národopisné muzeum Doubrava
- Valašské muzeum v přírodě v Rožnově pod Radhoštěm
- Podorlický skanzen Krňovice
- Stará ves – skanzen podkrušnohorské vesnice Chomutov
- Skanzen Pertoltice – provozovaný sdružením Lidové stavby v Pertolticích u Frýdlantu[1]
- Muzeum v přírodě Rochus (Uherské Hradiště)

### Muzea – objekty lidové architektury v České republice
- Boučkův statek v Malé Skále
- Dlaskův statek v Dolánkách u Turnova
- Hamousův statek Zbečno
- Kopicův statek u Kacanov
- Kotulova dřevěnka Havířov-Bludovice
- Kozinův statek Újezd
- Křížovnický špýchar Prostřední Lhota
- Michalův statek v Pohledi
- Mikuláštíkovo fojtství Jasenná
- Muzeum dřevěného porculánu Držková
- Muzeum Velké Karlovice
- Rychta Kravaře-Víska
- Vodní mlýn Hoslovice

### Technická muzea v přírodě v České republice
- Hornický skanzen Příbram-Březové Hory
- Chrustenická šachta
- Solvayovy lomy
- Hornický skanzen Mayrau
- Hornické muzeum Krásno

## Muzea v přírodě na Slovensku
- Múzeum slovenskej dediny (Martin)
- Múzeum liptovskej dediny (Pribylina)
- Múzeum kysuckej dediny (Vychylovka)
- Múzeum oravskej dediny (Zuberec)
- Ľubovnianske múzeum (Stará Ľubovňa)
- Šarišské múzeum (Bardejov)
- Múzeum ukrajinsko-rusínskej kultúry (Svidník)
- Vihorlatské múzeum (Humenné)
- Banské múzeum v prírode (Banská Štiavnica)
- Slovenské poľnohospodárske múzeum (Nitra)
- Havránok – archeologický skanzen na lokalitě púchovské kultury

## Zahraniční skanzeny
- Skansen, první skanzen a zoo na světě; otevřen ve Stockholmu 1881
- L'Anse aux Meadows, vikingský skanzen na Newfoundlandu
- Skanzen Szentendre severně od Budapešti v Maďarsku
- Bunratty Castle and Folk Park, hrabství Clare, Irsko